# Бернолф фон Геминген
Бернолф фон Геминген (на немски: Bernolff von Gemmingen; † 17 декември 1609) е благородник от стария алемански рицарски род Геминген в Крайхгау в Баден-Вюртемберг от линията „Б (Хорнберг) на фрайхерен фон Геминген“ и „линията Некарцимерн/Бюрг“, висш дворцов служител в Курпфалц, господар на Бюрг (в Нойенщат ам Кохер).
Той е най-малкият син на Еберхард фон Геминген (1527 – 1583), господар в Геминген и Бюрг, и съпругата му Мария Грек фон Кохендорф († 1609), дъщеря на Волф Конрад Грек фон Кохендорф († 1534) и Сибила фон Геминген, дъщеря на Волф фон Геминген († 1555) и Анна Маршал фон Остхайм († 1569).
Бернолф фон Геминген наследява Бюрг. По-големият му брат Швайкард (1556 – 1617) наследява през 1598 г. Прещенек от бездетния си чичо Ханс Валтер († 1591).
Бернолф фон Геминген е дворцов служител в Курпфалц и отива с пфалцграф Волфганг през 1559 г. във Франция, но остава след смъртта на владетеля дълги години в Париж. Там той е приятел с граф Гаспар дьо Колини, който е убит 1572 г. по време на Вартоломеевата нощ.
Бернолф фон Геминген е погребан със съпругата му в Нойенщат, където е запазен техният епитаф в църквата „Св. Николаус“.
При синовете му Еберхард († 1635) и Ханс Конрад († 1632) през 1629 г. чрез наследство се образуват линиите „Бюрг-Престенек“ и „Видерн-Майенфелс“.

## Фамилия
Бернолф фон Геминген се жени на 11 април 1582 г. за Анна фон Грумбах († 1607), дъщеря на Конрад (Контц) фон Грумбах († 1592) и Барбара Салома фон Фелберг († пр. 1582). Те имат децата: 
- Бернолф (1588 – 1591)
- Хелена Мария († 1592)
- Анна Розина († 1596)
- Мария Салома (* 1583; † сл. 1635), омъжена за Йорг/Георг Йобст фон Фехенбах (* 1570; † пр. 1638)
- Анна Доротея, омъжена за Ханс Хартмут фон Хутен цум Щолценберг
- Мария Магдалена, омъжена 1615 г. за Лудвиг Кристиан фон Найперг († 1635)
- Анна Мария (1598 – 1635), омъжена за Ханс Волф фон Геминген-Гутенберг (1592 – 1638), син на Волф Дитрих фон Геминген
- Ханс Филип († 1635), женен за Анна Маргарета фон Еренберг
- Еберхард (1583/84 – 1635), амтман на Вюрцбург, женен за Мария Агата фон Фенинген, клон Бюрг-Престенек
- Йохан Конрад (1584 – 1632), женен за Сибила Мария фон Хелмщат (1588 – 1663)